# Dunbar (Pensilvania)
Dunbar es un borough ubicado en el condado de Fayette en el estado estadounidense de Pensilvania. En el año 2000 tenía una población de 1,219 habitantes y una densidad poblacional de 725 personas por km².

## Geografía
Dunbar se encuentra ubicado en las coordenadas 40°2′52″N 79°39′31″O / 40.04778, -79.65861

## Demografía
Según la Oficina del Censo en 2000 los ingresos medios por hogar en la localidad eran de $25,718 y los ingresos medios por familia eran $30,197. Los hombres tenían unos ingresos medios de $27,411 frente a los $18,507 para las mujeres. La renta per cápita para la localidad era de $14,176. Alrededor del 12.1% de la población estaba por debajo del umbral de pobreza.